# 克里斯曼 (伊利諾伊州)
克里斯曼（英語：Chrisman）是一個位於美國伊利諾伊州埃德加縣的城市。

## 地理
克里斯曼的座標為39°48′13″N 87°40′25″W / 39.80361°N 87.67361°W，而該地的平均海拔高度為198米（即650英尺）。

## 人口
根據2010年美國人口普查的數據，克里斯曼的面積為1.93平方千米，當中陸地面積為1.93平方千米，而水域面積為0.00平方千米。當地共有人口1343人，而人口密度為每平方千米695.85人。